# Arcanum: Of Steamworks and Magick Obscura
Arcanum: Of Steamworks and Magick Obscura — компьютерная игра в жанре RPG, выпущенная компанией Troika Games в 2001 году. Игра создавалась выходцами из Black Isle Studios (компания-разработчик игры Fallout): Тимом Кейном, Леонардом Боярским и Джейсоном Андерсоном; и во многом продолжает традиции Fallout. Несмотря на то, что с момента выпуска игра попала в число бестселлеров, коммерческого успеха она не имела (в США было продано 234 000 экземпляров, а общая прибыль от продаж игры составила 8,8 млн долларов), что стало одной из причин финансового кризиса Troika Games.
Действие игры разворачивается на континенте Арканум — фэнтезийном мире, где происходит промышленная революция. История начинается в момент крушения дирижабля «Зефир», после которого в живых остаётся только протагонист, который затем отправляется в путешествие по континенту. Игра представлена в изометрической проекции и имеет открытый игровой мир, по которому герой и его спутники могут беспрепятственно перемещаться. Во время путешествий игрок посещает города, деревни и другие локации, взаимодействует с местными жителями и сражается с противниками. В процессе игры игроку становятся доступны как магия, так и технические средства.
Игровая пресса преимущественно положительно отзывалась об игре. На веб-ресурсе IGN игра получила оценку 8,7 и 24 августа 2001 года удостоилась звания Editors' Choice (рус. Выбор редакции). Обозреватели благоприятно отзывались о сюжете, а также о ролевой системе. Мнения о визуальном стиле игры среди специалистов разошлись, а боевая система была раскритикована за несбалансированность и неудачную, по мнению рецензентов, реализацию. Средний балл игры на агрегаторах GameRankings и Metacritic составил 77,93 % и 81 % соответственно.
В России игра официально не издавалась, все имеющиеся переводы на русский — труд пиратов или энтузиастов, таких как Фаргус Мультимедия, Седьмой волк мультимедиа, Русский проект, 8Bit, Torum Media и Multiverse Team (ранее Arcanum Club & Arcane Coast).

## Игровой процесс
Игровой процесс Arcanum включает в себя путешествие по игровому миру, посещение локаций, взаимодействие с местными жителями и сражения с противниками. Некоторые местные жители могут попросить героя выполнить задание, которое игрок может принять, чтобы в награду получить специальные предметы или очки опыта. Многие квесты предполагают различные варианты решений: бой, убеждение, кража или подкуп. При выполнении побочных заданий перед игроком часто встаёт моральная дилемма. За выполнение некоторых квестов игрок может получить очки судьбы, улучшающие возможности персонажа. Игроку доступен поделённый на разделы журнал, в который автоматически заносится получаемая в ходе игры информация: слухи, данные о дополнительных заданиях, о ранениях главного персонажа, его биография и т. д.. Ключевые моменты в решении поставленных задач повлияют на будущее мира, которое будет показано по прохождении игры в виде слайд-шоу с объяснениями. В игре задействованы FMV-видеоролики.
В течение игры к герою могут присоединяться другие персонажи. Всего можно собрать до пяти спутников (этот показатель не относится к призываемым существам и персонажам, на которых применено заклинание контроля над разумом). Во время странствий игроку предстоят столкновения с враждебными существами. Путешествуя по карте мира, игрок может находить множество второстепенных локаций, в которых находятся различные персонажи и предметы.  Бои происходят в режиме реального времени или в пошаговом режиме. Существует возможность игры в многопользовательском режиме; игра может проводиться по локальной сети или на игровом сервисе WON. Для многопользовательской игры используются «модули» — короткие приключения с собственными картами, персонажами и квестами, разработанными специально для онлайн-игры.

### Боевая система

Основной персонаж сражается с пауками в пустыне

В игру были включены три боевых режима: режим реального времени, пошаговый режим и ускоренный пошаговый режим. Игрок имеет возможность переключения между режимами непосредственно во время боя. Боевые способности персонажа во многом зависят от его навыков и экипированного оружия. Боевые навыки, которые персонаж может развивать, включают в себя владение оружием ближнего боя (куда входит способность удара из-за спины), метательным оружием, луком, огнестрельным оружием и боевыми заклинаниями соответствующих школ магии. В игре присутствует показатель усталости, который уменьшается при совершении действий во время боя. В случае обнуления данного показателя персонаж теряет сознание. Использование магических заклинаний также истощает показатель усталости; чем мощнее заклинание, тем больше сил требуется для его произнесения. Жестокие действия главного персонажа иногда имеют последствия со стороны его спутников. Если союзник сочтёт его действия аморальными, то он может покинуть группу или напасть на игрока. Игрок может управлять только главным персонажем, спутники действуют самостоятельно. Тем не менее игрок имеет возможность отдавать спутникам команды, например, он может приказать им ждать, напасть или держать дистанцию.

### Ролевая система
Игра начинается с создания персонажа, для которого игрок определяет расу, характеристики, технологические умения, магические способности и навыки. Изначально персонаж получает пять очков для распределения. Имеется возможность выбрать одного из 12-ти заранее созданных персонажей. В игре отсутствуют классы персонажей. При создании нового персонажа для него можно указать черту характера, которая определит его преимущества и недостатки (например, черта «Выращенный укротителями змей» увеличивает сопротивляемость ядам, но снижает параметр «Красота»). Некоторые черты доступны только определённым расам (например, полуогры могут иметь черту «Освобождённый телохранитель»). Кроме того, на параметры героя влияют «благословения», которые можно получить от определённых персонажей в ходе игры. Первичные характеристики персонажа включают в себя силу (англ. Strength), телосложение (англ. Constitution), ловкость (англ. Dexterity), красоту (англ. Beauty), интеллект (англ. Intelligence), силу воли (англ. Willpower), восприятие (англ. Perception) и обаяние (англ. Charisma). В течение игрового процесса после уничтожения противников или выполнения квестов игровой персонаж накапливает опыт. При получении каждого следующего уровня развития персонаж получает одно очко развития, которое игрок может потратить на повышение характеристик, улучшение навыков, повышение уровня здоровья или на изучение нового заклинания или технологической способности. При достижении каждого пятого уровня персонаж получает два очка. Максимальный уровень развития персонажа ограничен 50 уровнями.
Некоторые персонажи имеют специализацию либо в магии, либо в технологии. Специализирующийся в технологии герой способен создавать оружие, амуницию или другие предметы при помощи различных компонентов; магический путь развития позволяет персонажу использовать различные заклинания. Степень близости персонажа к магии или к технологии определяет параметр Склонность (англ. Aptitude), от которого, в свою очередь, зависит отношение к нему магов и технологов, а также сила заклинаний. Кроме того, склонность зависит от соотношения изученных персонажем заклинаний и технологий — увеличение показателя технологического навыка повышает Склонность в сторону технологии, изучение же нового заклинания развивает магический потенциал героя. Очки развития, потраченные на увеличение значения характеристики или навыка, на Склонность не влияют. В игре можно найти сторонние схемы (всего их 56), изучение которых позволяет создавать новые предметы на основе созданных. Обычно это требует определённых познаний сразу в двух дисциплинах.
Потратив очко опыта на повышение навыка, персонаж увеличивает его на 20 %; для повышения навыка также требуется определённый показатель одной из первичных характеристик (6, 9, 12, 15 и 18), без которого повышение невозможно. По мере того, как навык повышается, есть возможность стать Учеником (англ. Apprentice), Экспертом (англ. Expert) и Мастером (англ. Master) этого навыка, что даёт дополнительные бонусы. Для этого надо найти учителя соответствующего навыка и заплатить ему, а для получения навыка мастера — выполнить задание. Все навыки разделены на четыре группы — боевые, социальные, воровские и технологические. Вся магия в игре разделена на 16 школ, каждая из которых включает по пять заклинаний (всего в игре 80 заклинаний). В игре также представлено восемь технологических дисциплин, каждая из которых содержит семь схем.

## Сюжет

### Игровой мир

Карта Арканума

Действие игры происходит в Аркануме — континенте, со всех сторон окружённом водой. Игровой мир включает в себя материк и три острова. Об истории этого мира в игре сообщается очень мало. Мир населён различными расами: людьми, эльфами, гномами, карликами, полуросликами, орками, ограми и различными дикими животными. Игрок может выбрать персонажа расы людей, эльфов, гномов, карликов и полуросликов, либо же гибридной расы, к которым относятся полуэльфы, полуорки и полуогры. Территория континента поделена между несколькими политическими силами. Единое королевство, включающее в себя города Тарант и Эшбери, является наиболее развитым в техническом плане. Тарант является промышленным центром Арканума, основные районы города объединены между собой системой подземных железных дорог. Пришедшее в упадок королевство Камбрия включает в себя Дернхольм и Блэк Рут. Королевство Арланд, простирающееся от Каладона до Роузборо — небольшое, но процветающее государство. В крупнейшем на континенте лесу Глиммеринг расположены город лесных эльфов Кинтарра и город тёмных эльфов Т’сен-Анг. В горах живут гномьи кланы: клан Чёрной горы, клан Каменотёса, клан Колеса и клан Железа.
В Аркануме с древних времён главенствовала магия и сверхъестественные силы, но после изобретения паровой машины начался рост промышленности и изобретательства. Постепенно технология начала вытеснять магию. Выяснилось, что магия и технология не могут сосуществовать. Магическое воздействие хаотически изменяет естественные законы, что делает невозможным использование машин совместно с магией. При этом не было найдено никаких закономерностей в этих изменениях, как и способов экранирования магического воздействия. Поэтому любое воздействие магии вызывает совершенно непредсказуемое поведение любых механических и электрических механизмов, обычно приводящее к их поломке. Дихотомия магии и технологии была обозначена как основа всего сюжета игры.

### История
Началом игры служит падение дирижабля «Зефир», летящего из Каладона в Тарант. Дирижабль был сбит полуограми, на вооружении которых находились самолёты. Главный герой игры оказался единственным пассажиром дирижабля, которому удалось спастись. На земле он обнаружил умирающего карлика, который передал ему кольцо и рассказал бессвязное предостережение о скором приходе Зла в этот мир. Вскоре после этого у обломков дирижабля появляется человек по имени Вирджил (данный персонаж является отсылкой к «Божественной комедии» Данте). Он называет протагониста «Живущим» и предлагает отправляться в город Туманные Холмы и встретиться со старейшиной Иоахимом. На теле погибшего карлика обнаруживается паспорт на имя Престона Рэдклиффа. Прибыв в таверну Туманных Холмов, герой обнаруживает там два трупа и записку от Иоахима с рекомендацией двигаться в город Тарант. У лавочника по имени Ристицце герой узнаёт, что о кольце, которое ему передал Престон Рэдклифф, следует расспросить представителей компании «П. Шуйлер и сыновья», расположенной в Таранте. После пересечения моста на героя нападает карлик, ранее представившийся братом Престона Рэдклиффа. После убийства на его теле обнаруживается записка с приказом убить всех выживших после крушения «Зефира».
В Таранте герой посещает телеграфную станцию, где получает телеграмму от Иоахима. Тот сообщает, что пытается получить подробную информацию о людях, которые напали на главного героя, и назначает место встречи в поселении Стиллуотер. У входа в компанию «П. Шуйлер и сыновья» стоит гном Магнус, который может присоединиться к главному герою. Войдя в подземелье дома, герой обнаруживает, что дом был построен на кладбище гномов, которые теперь превратились в зомби. После встречи с братьями Шуйлерами становится известно о том, что владельцем кольца является человек по имени Гилберт Бейтс. Бейтс рассказывает герою о своей дружбе с гномом по имени Стеннар, который был известен герою как Престон Рэдклифф. Он просит обыскать шахты пропавшего клана Чёрной Горы и сообщить ему о результатах.
В пещерах клана Чёрной Горы герой находит гнома Гадманда, который рассказывает о том, что клан был изгнан на Остров Отчаяния, и обвиняет в произошедшем клан Колеса, представители которого согласились сотрудничать с эльфами. Вернувшись к Бейтсу и рассказав ему о случившемся, герой получает новое задание отправиться на Остров Отчаяния и продолжить поиски клана там. На острове герой встречается с гномом Торвальдом, который сообщает, что клана Чёрной Горы на острове никогда не было, и советует продолжить поиски непосредственно в клане Колеса. В пещерах клана Колеса герой встречает Рендвера, сына короля гномов. Тот рассказывает, что его отец покинул свой народ, считая себя виноватым в том, что не помешал изгнанию клана Чёрной Горы. Король Логхайр всё ещё находится в пещерах клана Колеса. Обнаружив его, герой пытается убедить его вернуться к своему народу и узнаёт об эльфийской деревне Куинтарра.
Впоследствии герой прибывает в поселение Стиллуотер, где ему ранее назначил встречу старейшина Иоахим. В таверне герой получает книгу и записку от Иоахима, а местоположение Куинтарры он узнаёт от эльфа Мирфа. Прибыв в деревню, главный персонаж добивается аудиенции у прорицательницы Серебряной Леди. Её пророчества оказываются неопределённы, однако дочь прорицательницы Рейвен проясняет бо́льшую часть из них. Герою предстоит отыскать поселение тёмных эльфов и найти эльфа по имени Мин Горад, о котором ранее говорил Логхайр. Прибыв в город тёмных эльфов Т’сен-Анг, герой выясняет, что Мин Горад — женщина. Она объясняет, что именно тёмные эльфы наняли убийц, чтобы убить Стеннара, а затем и главного героя. А клан Чёрной Горы был изгнан в некую потустороннюю область — Пустоту. Герой возвращается к Серебряной Леди и получает задание отыскать Насреддина, который теперь находится на Острове Танатоса. Насреддин рассказывает о своём сыне Арронаксе, который разрушил город Вендигрот и за это был изгнан в Пустоту. Тёмные эльфы продолжали поклоняться Арронаксу и заманили клан Чёрной Горы в Пустоту, чтобы его гномы создали устройство, которое позволило бы Арронаксу вернуться. Насреддин поручает герою найти специальное устройство, с помощью которого можно победить Арронакса. Найдя устройство, герой возвращается к Насреддину, и тот переносит его в Пустоту. В Пустоте герой находит Арронакса и выясняет, что тот сам является пленником, заточённым сюда некромантом Керганом. Тёмные эльфы считали, что помогали Арронаксу, а фактически способствовали Кергану в поисках выхода из Пустоты. Арронакс раскаялся в содеянном и готов оказать помощь главному герою. Добравшись до замка, герой встречается с некромантом. Керган предлагает главному персонажу присоединиться к нему. Если игрок согласится, Керган в конечном итоге вернётся в мир Арканум и уничтожит всё живое. В случае отказа начнётся поединок с Керганом, после победы в котором герой спасает Арканум от разрушения.

## Разработка
| «                                       | Мы очень довольны, что нам удалось создать такой мир. Он невероятно детализован и интересен, и мы полагаем, что он понравится игрокам | » |
| — Леонард Боярский, разработчик Arcanum | |   |

В создании игры Arcanum принимали участие Джейсон Андерсон, Леонард Боярский и Тим Кейн, ранее участвовавшие в разработке игры Fallout. После выпуска Fallout и начавшегося процесса разработки Fallout 2 они втроём покинули компанию Interplay и основали собственную игровую студию под названием Troika Games, дебютным проектом которой стала игра Arcanum. Разработчики решили не прибегать к проектированию футуристического сеттинга, как это было при разработке Fallout, и сразу определили жанр будущей игры как фэнтези; первым данную идею предложил Тим Кейн. Намереваясь создать нечто оригинальное, непохожее на уже существующие фэнтэзи-игры, они по предложению Леонарда Боярского выбрали в качестве времени действия XIX век (среди возможных вариантов рассматривались XIV и XVIII века). Таким образом был создан сеттинг, в котором сосуществуют технический прогресс и школы магии. В качестве ролевой системы был выбран изменённый и обновлённый вариант системы SPECIAL. По словам Боярского, общую концепцию игры удалось разработать в течение 1 часа. Он также рассказывал, что команде разработчиков показалось захватывающим создание противоположности (как физической, так и психологической) между магией и технологией. Создатели намеревались разработать игру таким образом, чтобы игроку была предоставлена обширная свобода действий. На разработку проектной документации ушло 6 месяцев. Наибольшее влияние на игру оказали такие ролевые системы, как AD&D, GURPS, Warhammer, TORG. Разработчики пытались создать игровой интерфейс так, чтобы управление возможно было осуществлять только с помощью мыши. Сюжет игры создавался Боярским (он же делал эскизы основных персонажей на основе архивных материалов Гражданской войны); концепция взаимодействия магии и технологии разрабатывалась Джейсоном Андерсоном. Техническая реализация проекта была возложена на Тима Кейна — он занимался программированием и оформлением ролевой системы, разрабатывал элементы пользовательского интерфейса и работал над движком игры и искусственным интеллектом персонажей. Должности программистов занимали Джесси Рейнолдс и Стив Морет, тестированием занималась Тиффани Чу. Кейн рассказывал, что так как команда разработчиков была небольшой по численности, то в ней не было чёткого разграничения обязанностей — каждый вносил вклад в определённый аспект будущей игры. Так, например, в создании вступительного ролика, анимации и диалогов принимала участие менеджер Шерон Шеллман, хотя её официальной обязанностью было управление компанией Troika. Всего на разработку игры ушло 2 года. По словам разработчиков, компания-издатель Sierra Entertainment была серьёзно заинтересована в выпуске игры Arcanum и в период разработки не диктовала свои условия относительно того, какой должна получиться игра в конечном счёте.
Ещё до выпуска игры Тим Кейн говорил, что Arcanum относится к тем играм, которые первым делом представляют игрокам свой мир, а затем сюжет, который в этом мире разворачивается. Он сравнивал мир с толкиенистским фэнтези, но уточнил, что в данном случае имеет место начавшаяся промышленная революция. Кейн также считал, что возможность создания различных персонажей, на каждого из которых обитатели игрового мира будут реагировать по-разному, придаст игре реиграбельность, и упоминал о планируемом продолжении оригинальной игры, однако детали не раскрывались. Рассказывая журналистам о создании игрового мира, разработчик говорил: «Вся игра Arcanum является ответом на главный вопрос — почему действие фэнтези-игр всегда разворачивается в средневековый период? Иными словами, нам было любопытно, почему индустриальная революция никогда не происходила в сеттингах AD&D, Forgotten Realms или в Средиземье Толкина». Говоря о жанровой принадлежности игры, Леонард Боярский посчитал, что жанр нельзя чётко определить как стимпанк, отметив наличие в Arcanum паровых технологий при отсутствии элементов панка. При создании побочных квестов разработчики пытались сделать их как можно более интересными — Тим Кейн выражал надежду, что игроки смогут понять психологическую мотивацию персонажей, предлагающих главному герою дополнительное задание. В игре есть отсылка к ранее созданной Fallout — двухголовая корова, которая находится в музее Таранта, является копией брамина из сеттинга Fallout.

## Выпуск
Анонс игры состоялся 4 октября 1999 года. В начале 2000 года игра была продемонстрирована на выставке E3, где привлекла внимание зрительской аудитории и вызвала позитивную реакцию. 8 мая 2000 года компанией Sierra Studios был открыт сайт игры, содержащий основную информацию о самой игре, новости, скриншоты, концепт-арт и другое. Позднее на сайт компании был выложен тизер игры Arcanum, доступный для скачивания в нескольких форматах. В качестве ориентировочной даты выпуска разработчиками указывался сентябрь 2000 года, и именно тогда началось публичное бета-тестирование игры. Однако позднее дата выпуска была перенесена на февраль 2001 года. Перенос выхода был связан с желанием разработчиков внести коррективы в будущую игру — Боярский рассказывал, что после бета-тестирования была переработана система обмена предметами, исправлены параметры некоторых навыков (в частности, воровских), доделаны экраны интерфейса и исправлены многие программные ошибки. Позднее дата выхода была вновь перенесена уже на сентябрь 2001 года. В качестве причины повторного переноса называлось желание компании-издателя осуществить мировой релиз игры за один день.
В начале 2001 года вышла демонстрационная версия игры. 21 августа 2001 года состоялся официальный выпуск игры Arcanum в США. После выпуска оказалось, что игра несовместима с некоторыми видеокартами (например, Voodoo2) и драйверами (например, Detonator3 от nVidia). Более того, игровая защита от нелегального копирования SecuROM имела программные конфликты с некоторыми звуковыми картами и приводами CD-ROM. Такая несовместимость в сочетании с многочисленными внутриигровыми ошибками привела к тому, что игра подвергалась серьёзной критике со стороны игровой прессы. В качестве конкретных ошибок указывались периодические сбои, внезапное исчезновение предметов (в частности, квестовых, падение которых на землю могло привести к провалу дополнительного задания) и частые зависания. Компания-издатель Sierra Studios 31 августа 2001 года выпустила патч, предназначенный для устранения программных ошибок. Позднее компанией было выпущено ещё несколько официальных патчей, последний из которых обновлял игру до версии 1.0.7.4. и имел совместимость с изданиями игры на английском, немецком и французском языках. К игре было разработано ещё несколько модификаций, одна из которых повышала максимальный уровень развития персонажа с 50 до 127. Несмотря на то, что после выпуска игра вошла в число бестселлеров, в дальнейшем она не имела коммерческого успеха — на территории США было продано 234 000 экземпляров игры, а общая прибыль от продаж составила 8,8 млн долларов. Низкий уровень продаж игры Arcanum стал одной из причин финансового кризиса Troika Games, приведшего к её закрытию.
В комплекте с игрой поставлялась программа-редактор Arcanum World Editor, позволяющая игрокам создавать собственные карты, кампании и персонажей. Редактор поддерживает возможность совместного создания карт по сети LAN, внедрения в игру новых звуковых и видеофайлов, изменения различных внутриигровых параметров. Публично демонстрируя данную программу, Кейн показал возможность быстрого и простого создания с её помощью небольшого подземелья. В августе 2000 года права на программу приобрела американская компания Wizards of the Coast. 28 января 2010 года игра стала доступна на сервисе GOG.com в формате DRM-free.

## Музыка
Саундтрек игры Arcanum был создан композитором Беном Худжем, который вместе с тем создавал звуковые эффекты для самой игры. Основная часть музыки принадлежит жанру струнный квартет, но также включает в себя звуки ударных инструментов и мелодии в стиле эмбиент. Струнный квартет был исполнен симфоническим оркестром Сиэтла, записан в июне 2000 года и выложен в сеть Интернет для свободного скачивания. В создании музыки также принимали участие Леонид Кейлин, Кэти Стерн, Винсент Комер и другие. Несколько треков были записаны на CD-диск, который шёл в комплекте с майским выпуском журнала Computer Gaming World за 2001 год. Музыка из игры Arcanum вошла в программу симфонического игрового концерта, прошедшего в Лейпциге 17 августа 2005 года.
Бен Худж рассказывал, что идея противопоставления магии и технологии показалась ему интересной, и он долго думал о том, как лучше отразить данный контраст в музыке. После согласования с сотрудниками Troika он решил прибегнуть к анахронизму — исполнить композиции в стилях Средневековья, Ренессанса и старинной музыки при помощи инструментов Викторианской эры. В качестве наиболее запомнившихся ему композиций композитор выделил The Demise of the Zephyr, Radcliffe’s Commission, Tulla и Villages. Худж также сообщил, что саундтрек игры стал одним из его крупнейших проектов, а окончательный вариант музыки ему очень понравился.
В обзоре RPGPlanet музыкальное сопровождение было названо «поистине уникальным». Говорилось, что звуки виолончелей и скрипок навевают атмосферу индустриальной революции, в период которой и разворачивается действие всей игры. На сайте Game Ost отмечалась схожесть композиций между собой. Вместе с тем подчёркивалось, что музыка создаёт атмосферу загадочного мира и может понравиться любителям классики. Обозреватель GSoundtracks подчеркнул соответствие музыкального сопровождения периоду Европы XVIII века.
| №                   | Название                            | Длительность |
| ------------------- | ----------------------------------- | ------------ |
| 1.                  | «Arcanum»                           | 2:35         |
| 2.                  | «Demise of the Zephyr»              | 1:31         |
| 3.                  | «Wilderness»                        | 2:10         |
| 4.                  | «Tarant»                            | 2:05         |
| 5.                  | «The Tarant Sewers»                 | 2:12         |
| 6.                  | «Caladon»                           | 2:37         |
| 7.                  | «The Caladon Catacombs»             | 2:54         |
| 8.                  | «Dungeons»                          | 2:58         |
| 9.                  | «Battle at Vendigroth»              | 1:32         |
| 10.                 | «Tulla»                             | 3:09         |
| 11.                 | «Towns»                             | 1:59         |
| 12.                 | «The Isle of Despair»               | 2:25         |
| 13.                 | «Mines»                             | 2:39         |
| 14.                 | «Cities»                            | 2:18         |
| 15.                 | «Radcliffe's Commission»            | 1:33         |
| 16.                 | «The Vendigroth Wastes»             | 3:03         |
| 17.                 | «Villages»                          | 2:44         |
| 18.                 | «Qintarra»                          | 1:54         |
| 19.                 | «The Wheel Clan»                    | 2:04         |
| 20.                 | «The Void»                          | 2:07         |
| 21.                 | «Kergahn's Castle»                  | 2:25         |
| 22.                 | «In Memoriam (дополнительный трек)» | 2:45         |
| Общая длительность: | Общая длительность:                 | 50:58        |

## Восприятие критикой
| Сводный рейтинг         | Сводный рейтинг    |
| Агрегатор               | Оценка             |
| ----------------------- | ------------------ |
| GameRankings            | 77,93 %            |
| Metacritic              | 81/100 (24 обзора) |
| MobyRank                | 80/100             |
| Иноязычные издания      |                    |
| Издание                 | Оценка             |
| 1UP.com                 | C+                 |
| ActionTrip              | 8,9/10             |
| AllGame                 | [ 26 ]             |
| CVG                     | 8,4/10             |
| GameRevolution          | B-                 |
| GameSpot                | 7,3/10             |
| GameZone                | 9,0/10             |
| IGN                     | 8,7/10             |
| PC Gamer (US)           | 9,0/10             |
| PC Zone                 | 84 %               |
| The Electric Playground | 9/10               |
| Ars Technica            | 6/10               |
| Русскоязычные издания   |                    |
| Издание                 | Оценка             |
| Absolute Games          | 90 %               |
| «Домашний ПК»           | 98 / 100           |
| «Игромания»             | 8/10               |
| «ЛКИ»                   | 93 %               |
| «НИМ»                   | 9/10               |
| «Страна игр»            | 8/10               |
| Награды                 |                    |
| Издание                 | Награда            |
| IGN                     | Editors' Choice    |
| GameZone                | Editors' Choice    |

На агрегаторах GameRankings и Metacritic средний балл игры, базирующийся на нескольких рецензиях, составил 77,93 % и 81 % соответственно. Редакциями сайтов IGN и GameZone игре было присвоено звание Editors' Choice. Журналом «Мир фантастики» игра была отнесена к числу самых известных произведений в жанрах фэнтези и стимпанка (в качестве аналогичных вселенных упоминались также Soulbringer, Warhammer 40000 и Final Fantasy); редакция также занесла игру в список 100 лучших фантастических игр. Игра заняла третье место в номинации «Лучшая RPG» (2001) журнала «Игромания».
Уже на стадии анонсирования представители игровой прессы говорили о том, что разработчикам удалось представить старейший жанр компьютерных игр — фэнтезийную ролевую игру — в совершенно новом свете. Они отмечали наличие схожих черт между Arcanum и Fallout. По мнению представителя новостного портала Daily Radar, Arcanum «является своего рода противостоянием между Жюлем Верном и Джоном Рональдом Руэлом Толкином». Положительный отзыв об игре был оставлен критиком газеты New York Times Чарльзом Герольдом, который называл игру «амбициозной» и «потрясающе обширной». Одним из основных аспектов игры корреспонденты IGN называли её многогранность.
Мнения о графике среди рецензентов разошлись. Так, Кристофер Аллен в обзоре сайта Allgame отнёс графику к одной из сильных сторон игры, назвав её качественной, тогда как обозреватель сайта Computer and Video Games, наоборот, причислил «ужасную», по его словам, графику к отрицательным чертам. Представители ресурса IGN посчитали визуальный стиль игры устаревшим, плоским и размытым, хотя и оговорились, что портреты персонажей смотрятся довольно хорошо.
Говоря о сюжете, рецензенты 1UP.com выделяли большое количество сюжетных поворотов и ходов, создающих «настоящую тайну». Редакция IGN оставила положительный отзыв об атмосферности сюжетной линии. В качестве положительных моментов игры Arcanum Карл Салминен определил сюжетную линию и общую атмосферу, которые, по его мнению, в своей совокупности играют важную роль в любой игре. Позитивно отозвался о сюжетной линии, диалогах и общей концепции игры также и Владимир Горячев; согласно его словам, они «выдают острые перья мастеров с многолетним дизайнерским стажем».
Ролевая система удостоилась преимущественно положительных откликов. Представители ресурса 1UP.com назвали систему создания персонажа «невероятно богатой и тонкой». Позитивно оценили её и обозреватели IGN, обозначившие её как «одну из лучших в ролевых играх». Алан Дайкс отмечал, что ролевая система придерживается основных правил настольной Dungeons & Dragons.
Критике подверглась боевая система игры. В качестве претензий высказывались несбалансированность, быстрота (в частности, на сайте Eurogamer говорилось, что в режиме реального времени враги двигаются настолько быстро, что игрок не успевает наводить на них курсор) и чрезмерная упрощённость. Редакция сайта 1UP.com оставила негативный отзыв о поведении спутников в бою. Сражения были названы «сбивающими с толку». По словам обозревателей, «единственное важное решение, которое игрок принимает в момент боя — выбрать ли ему пошаговый режим или режим реального времени». Кристофер Аллен хотя и высказался положительно об искусственном интеллекте неигровых персонажей, однако посетовал на то, что спутники имеют привычку «бросаться в бой несмотря ни на что», вынуждая игрока постоянно выручать их. Рецензенты IGN негативно оценили режим боя в реальном времени, названный ими «лихорадочным, раздражающим и практически бесполезным». Отрицательно отозвался о боях также и рецензент GameSpot Грег Касавин, назвав их «ужасными» и «смешно выглядящими».
Концепция противоборства магии и технологии была благоприятно встречена критиками. В обзоре сайта Computer and Video Games фигурирует мнение, что игровой проект Arcanum выделяется среди прочих ролевых игр именно благодаря противоборству магии и технологии. Джейсон Макайзек в обзоре The Electric Playground причислил сочетание технологии и науки с элементами фэнтези к положительным чертам игры. Карл Салминен хотя и назвал концепцию слияния магии и технологии оригинальной и уникальной, но оговорился, что она не представлена в лучшем виде.

### Прочие отзывы
Редакция сайта 1UP.com отмечала большое количество недочётов, которые лишают игрока удовольствия от игры. Карты городов были названы «головной болью» — критики посчитали, что игрок будет вынужден ходить от одной двери к другой в поисках того персонажа, от которого он получил задание. Негативные отзывы также были высказаны о системе торговли, системе прокладки маршрута по городу, невозможности отдыха на территории подземелий (даже в комнатах с кроватями). Игра получила оценку C+.
Кристофер Аллен на сайте Allgame оценил игру четырьмя баллами из пяти. Он говорил, что игровой процесс является смесью нового и уже знакомого. Отмечалась схожесть с игрой Fallout — по мнению Аллена, «поклонники Fallout сразу увидят вклад Тима Кейна в игру». Обозреватель среди сильных сторон игры выделял мастерское сочетание звуковых эффектов и музыки. Возможность объединять предметы и создавать из них мощное оружие была названа революционной. Он также сообщал, что нехватка очков развития препятствует созданию универсальных персонажей. В итоге Аллен писал, что инновации и сюжетная линия, представленные в игре Arcanum, могут занять даже продвинутых игроков на некоторое время. Хотя игра и не безупречна, она, по мнению критика, превосходит большинство аналогов и имеет прочные позиции в области приключенческих фэнтезийных игр.
Обозреватель сайта Computer and Video Games писал, что Arcanum нельзя назвать ролевой игрой для начинающих — «хотя интерфейс системы создания персонажа и дружелюбен, новичкам лучше попробовать нечто более простое». Проводя сравнение между Arcanum и Planescape: Torment, рецензент отметил, что территории городов в первой игре значительно больше по площади, чем в Planescape, однако в Arcanum персонажи не такие интересные и забавные. Отрицательными качествами рецензент назвал «местами нескладный интерфейс и неподконтрольных союзников». В итоге было сказано, что хотя на вид игра не очень хороша, но благодаря геймплею заслуживает внимания.
Редакция ресурса IGN оценила игру Arcanum в 8,7 баллов из 10. Отмечалось, что по причине большого количества возможных вариантов действий игра может поначалу показаться сложной. Игровой интерфейс был обозначен как «не слишком интуитивный» — на его освоение, по мнению критиков, игрокам потребуется некоторое время; вместе с тем отмечалось его неплохое оформление с графической точки зрения. Обозреватели также говорили, что редкие звуковые эффекты компенсируются первоклассным озвучиванием персонажей, а саундтрек прекрасно подходит под атмосферу стимпанка. В итоге сообщалось, что Arcanum однозначно не идеальна, но тем не менее это «восхитительная» ролевая игра, способная многое предложить игроку. Ричард Айхоши высказал положительное мнение об игре Arcanum, назвав её «насыщенной, богатой и нелинейной ролевой игрой».
Грег Касавин на сайте GameSpot также отмечал схожесть между Fallout и Arcanum, которая, в частности, заключается в наличии в обеих играх открытого мира и свободы действий. Наиболее запоминающейся чертой игры Arcanum обозреватель назвал её сеттинг. Касавин также говорил о том, что маленькое пространство обзора вокруг персонажа делает систему навигации неудобной. Рецензент посчитал, что ни одну деталь в игре нельзя назвать особо удачной. Смешанного отзыва критика удостоилось музыкальное сопровождение, «навевающее приятное настроение», но вместе с тем «ограниченное и иногда скучное». В итоге обозреватель сообщил, что игра Arcanum не подойдёт каждому желающему, так как многие её важные детали недостаточно отшлифованы, но тем, кто серьёзно увлекается ролевыми играми, она может понравиться.
Карл Салминен в обзоре Ars Technica писал, что Arcanum — эпическая ролевая игра в традициях Baldur's Gate. Игровой интерфейс критик назвал «неуклюжим и старомодным». В качестве других недостатков он выделил неудобное использование навыков и заклинаний, часто повторяющиеся предметы интерьера, размытую окружающую среду, слабые звуковые эффекты. Он отмечал длительный игровой процесс и по этому поводу писал:

Запаситесь едой, свежей водой и подушкой, потому что если вы хотите пройти Arcanum до конца, то это займёт много времени.
Оригинальный текст (англ.)Get some rations, fresh water and a cozy pillow, because if you want to play Arcanum through to the end, it's gonna take a long time.

Он посчитал, что заядлые любители ролевых игр сочтут данную особенность достоинством игры, а обычные игроки — недостатком. В итоге обозреватель сказал, что в целом Arcanum можно определить как хорошую игру. Она, согласно мнению Салминена, имеет в себе всё необходимое для любителей ролевых игр, однако вряд ли понравится тем, кто предпочитает оживлённые и наполненные действием игры наподобие Diablo.
Обозреватель The Electric Playground выразил мнение, что технологический аспект игрового процесса Arcanum является наиболее интересным. К положительным моментам он отнёс разнообразие геймплея и его длительность, а также поддержку мультиплеера; к отрицательным — устаревшую графику. Рецензент говорил, что в игре присутствуют все виды социального взаимодействия, а благодаря обилию диалогов играть интересно как дипломатом, так и «полным идиотом». Он также отмечал, что из-за отсутствия ограничений игрок может забыть об основном задании. Оценка игры составила 9/10.
Владимир Горячев на сайте Absolute Games в качестве недостатков игры выделил малое количество получаемых по достижении нового уровня очков развития, недоработанность интерфейса, а также искусственный интеллект окружающих персонажей. Отдельно рецензент похвалил музыкальное сопровождение игры, созданное Беном Худжем. В итоге Горячев назвал игру Arcanum лучшим проектом лета 2001 года.